# مهرجان كان السينمائي 1961
مهرجان كان السينمائي لعام 1961 هو الدورة الـ14 للمهرجان عُقد في 3 إلى 18مايو من عام 1961، حصل فيلم «الغياب الطويل» للمخرج الفرنسي هنري كولبي وفيلم «فيريديانا» للمخرج الإسباني لويس بونويل على السعفة الذهبية للمهرجان.